# مجهر إلكتروني

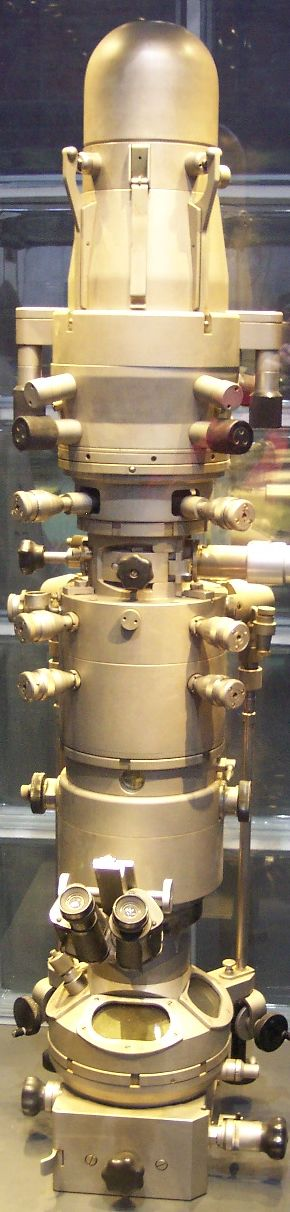
المجهر الإلكتروني

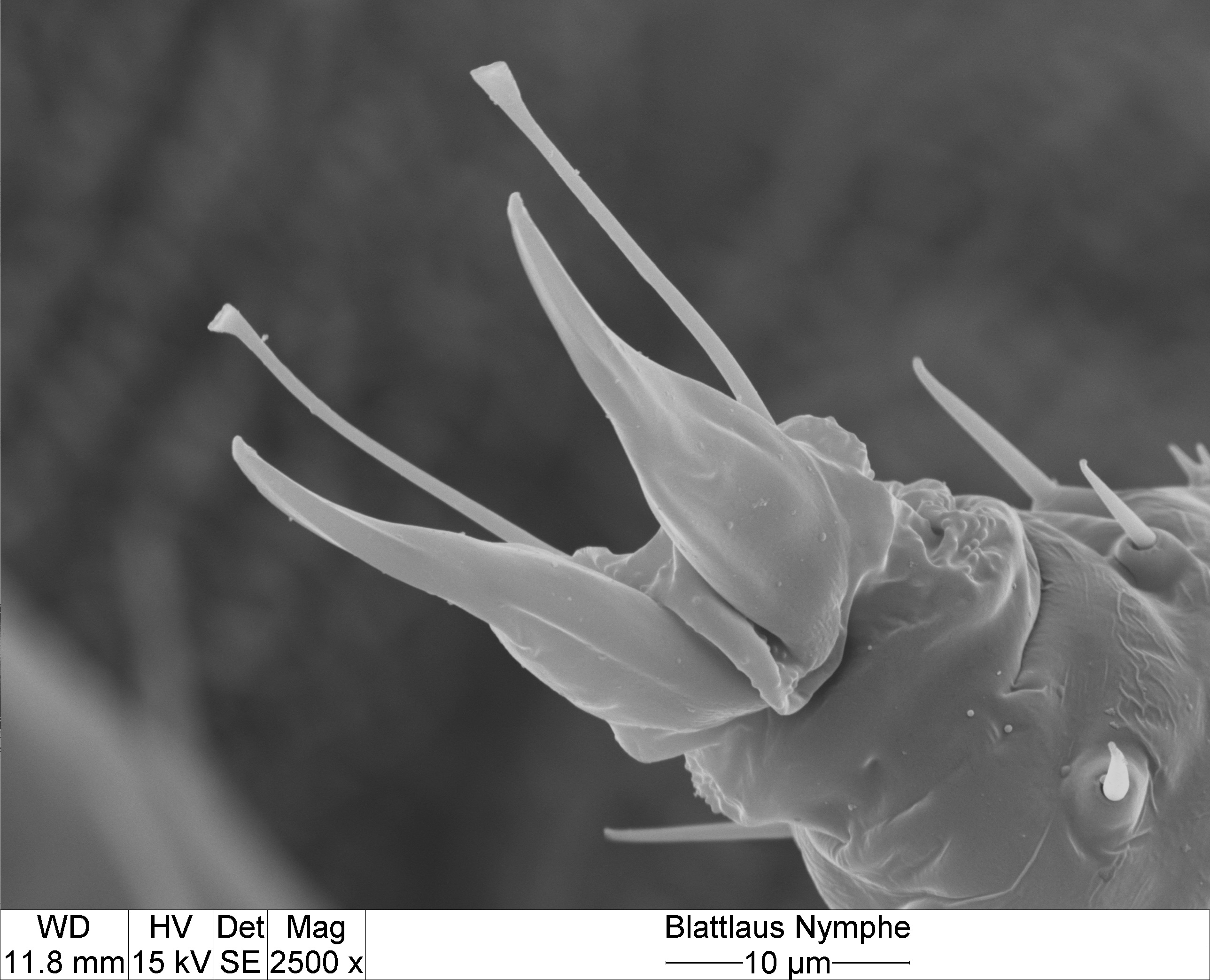
صورة بالمجهر الإلكتروني لمخلب حشرة شجرة الخوخ.

المجهر الإلكتروني (نسبة للإلكترون وليس للإلكترونيات) أو مجهر الإلكترونات أدقّ مجهر اختُرع حتى اليوم، يعتمده الفيزيائيون للنظر في داخل الخلية وله تطبيقات كثيرة.
فحص الأشياء الدقيقة الحجم بواسطة المجهر الضوئي تتقيد بقوة التمييز لدى المجاهر الضوئية. فإذا تجاوزت قدرة التكبير 2000× تصبح صورة العينة غير واضحة أو ضبابية. ولفحص عينات أصغر من الخلايا، كمكونات الخلايا أو الفيروسات، قد يختار العلماء واحداً من بضعة أنواع من المجاهر الإلكترونية. في المجهر الإلكتروني تقوم حزمة من الإلكترونات، بدلا من شعاع الضوء، بإعطاء صورة مكبرة للعينة. المجاهر الإلكترونية أقوى بكثير من المجاهر الضوئية.ويرجع ذلك إلى أن طول الموجة المقترنة بالإلكترون أقصر كثيرا عن طول موجة الضوء المرئي. ويمكن لبعض المجاهر الإلكترونية أن تظهر حتى محيط ذرّات منفصلة في إحدى العينات، يقوم المجهر الإلكتروني النافذ (م.أ.ن) بإرسال حزمة من الإلكترونات عبر شريحة عينة رقيقة جداً، فيما تقوم عدسات مغناطيسية بتكبير الصورة وضبطها ورؤيتها على شاشة أو تسجيلها على لوح فوتوغرافي.
وتنتج من هذه العملية صورة كتلك التي تراها في الصورة أ. يكبر المجهر الإلكتروني النافذ الأشياء حتى 2.5 مليون مرة، لكن من سلبياته أنه لا يمكن استخدامه لمشاهدة العينات وهي حية.
أما المجهر الإلكتروني الماسح (م.أ.م) فيزودنا بصور مجسمة مدهشة كالتي تراها في الصورة ب. لا ضرورة لتقطيع العينة إلى شرائح من أجل رؤيتها، إنما يكفي رشها بطلاء معدني رقيق. تـُرسل حزمة من الإلكترونات لتسقط على سطح العينة، مما يدفع الطلاء المعدني إلى إطلاق وابل من الإلكترونات نحو شاشة فلورية أو لوحة تصوير فوتوغرافي، فتعطي صورة مكبرة لسطح الشيء. تستطيع المجاهر الإلكترونية الماسحة تكبير الأشياء حتى 100.000 مرة. ولا يمكن استخدامها لمشاهدة العينات وهي حية، كما هي الحال بالنسبة للمجهر الإلكتروني النافذ.

## التاريخ
اخترع المجهر الإلكتروني وتسليم أول براءة اختراع للعالم الفيزيائي الهنغاري ليو زيلارد الذي رفض صنعه. وبدلا من ذلك، قام الفيزيائي الألماني إرنست روسكا والمهندس الكهربائي ماكس نول بصنع النموذج الأولي للمجهر الإلكتروني في عام 1931 بقدرة 400 طاقة تكبير، كان الجهاز تطبيقاً عملياً وفعالاً لمبادئ الإلكترون المجهري. بعد ذلك بعامين، في عام 1933، بنى روسكا المجهر الإلكتروني الذي تجاوز الدقة التي بلغها مع مجهر بصري (عدسات). وعلاوة على ذلك، حصل راينولد ردينبيرغ مدير شركة سيمنز-سكاكيرتويرك على براءة اختراع للمجهر الإلكتروني في أيار/مايو 1931. اضطرت الأمراض العائلية إلى اختراع المجاهر الكهربائية وذلك لجعل الفيروسات مثل شلل الأطفال مرئية.
في عام 1932، قام ارنست لوبك من شركة سيمنز، وهالسك بصنع أول نموذج للمجهر الإلكتروني وحصلوا على الصور وتطبيق المفاهيم التي تم وصفها في تطبيقات براءة اختراع ردنبيرغ. بعد خمس سنوات (1937)، موّلت الشركة عمل ارنست روسكا وبودو فون بورس، ووظفت هيلمت روسكا (شقيق ارنست) لتطوير تطبيقات للمجهر، خاصة مع العينات البيولوجية. أيضاً في عام 1937، اخترعت مانفريد فون آردن المجهر الإلكتروني الماسح. تم صنع أول مجهر إلكتروني عملي في عام 1938، في جامعة تورنتو بواسطة إلي فرانكلين بورتون والطلاب كيسل هول، جيمس هيلير وألبرت بريبس، وقامت شركة سيمنز بإنتاج أول نسخة تجارية من المجهر الإلكتروني النافذ في عام 1939. وعلى الرغم من أن المجاهر الإلكترونية الحديثة قادرة على التكبير بقدرة مليوني طاقة تكبير، ولكن كأدوات علمية تظل مبنية على أساس النموذج الأولي لروسكا.

## التكبير
يتميز المجهر الإلكتروني بتكبير أكبر بكثير عن التكبير الذي تصل إليه المجاهر الضوئية. وترجع تلك الكفاءة إلى أن المجهر الإلكتروني يستخدم شعاعا من الإلكترونات، ويستفيد من ازدواجية الإلكترون كجسيم وموجة في نفس الوقت (ازدواجية موجة-جسيم). ويقوم المجهر بمعالجة شعاع الإلكترونات كما لو كان شعاعا ضوئيا مع الفارق أن المجهر الإلكتروني يستعمل عدسات مغناطيسية لتحزيم وضبط شعاع الإلكترونات بدلا من العدسات الضوئية التي يستعملها المجهر الضوئي المعتاد. ونطرا لأن الإلكترونات لها طول موجة أقصر نحو 100.000 مرة من طول موجة الضوء العادي ففي استطاعتها رؤية أشياء أصغر بكثير عما «يراه» المجهر العادي. وتبلغ تكبير المجهر الإلكتروني نحو 2.000.000 مرة بينما يبلغ أقصى تكبير للمجهر الضوئي نحو 2000 مرة فقط.

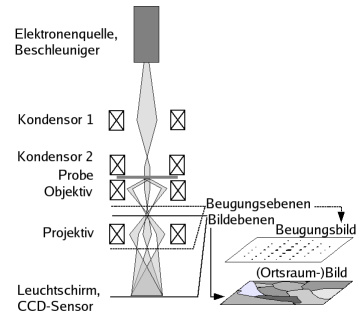
مسار الشعاع في مجهر إلكتروني نافذ. تأتي الإلكترونات المعجلة من أعلى وبعد ضبطها بعدسات مغناطيسية تسقط على المسبار الواصل بالعينة وتنفذ منها لتسقط على عدادات الإلكترونات أو لوح وميضي فلوري (أسفل).

- مسار الشعاع في مجهر إلكتروني نافذ. تأتي الإلكترونات المعجلة من أعلى وبعد ضبطها بعدسات مغناطيسية تسقط على المسبار الواصل بالعينة وتنفذ منها لتسقط على عدادات الإلكترونات أو لوح وميضي فلوري (أسفل).المجهر